# Horst Spillecke
Horst Spillecke (* 15. Februar 1921) ist ein ehemaliger deutscher Fußballspieler und -Trainer, dessen Vereinswechsel im politisch und sportlich geteilten Berlin der Nachkriegsjahre Gegenstand öffentlicher Kontroversen waren.

## Sportliche Laufbahn, Teil I
Der Abwehrspieler, sportlich hervorgegangen aus Tennis Borussia, war 1947 aus der Kriegsgefangenschaft nach Berlin heimgekehrt und spielte drei Saisons in der Stadtliga beim VfB Pankow. Als 1950 der gesamtstädtische Spielbetrieb endete und drei Vereine aus dem Ostteil Berlins in die Oberliga der DDR übernommen wurden, verließ Spillecke den VfB und wurde von Juli bis September 1950 Vertragsspieler bei seinem früheren Verein „TeBe“, welcher 1950/51 die Meisterschaft in Berlin gewann. Nach nur einem Ligaeinsatz kehrte er noch während der Saison – Oktober 1950 bis 1951 – zurück, spielte wieder für Pankow – er lief in 10 DS-Oberligaspielen auf – und übernahm nach einiger Zeit sogar das Traineramt von „Schnalle“ Schulz.

## Begründung und Bewertung seiner Rückkehr aus West-Berlin
Spilleckes (vorläufiges) Scheitern als Vertragsspieler wurde in der DDR-Fachpresse als typischer Fall eines Sportlers interpretiert, der „die widrigen Verhältnisse des Vertragsspielertums in West-Berlin kennenlernte“; dieser hier jedoch „kehrte zurück zu seiner alten Pankower Gemeinschaft in dem Bewußtsein, daß die demokratische Sportbewegung den richtigen Weg geht“. In einem offenen Brief, „den wir nachstehend in gekürzter und stilistisch frisierter Form wiedergeben, d. Red.“, erläuterte der Fußballer, dass er „ein Opfer seiner alten Einstellung geworden war“. Spillecke hatte in Zehlendorf eine Toto-Annahmestelle geleitet, doch blieben die Einnahmen hinter seinen Erwartungen zurück: „Ich mußte erleben, daß der Vorstand von Tennis Borussia (...) nichts für mich tun konnte, weil mehr Arbeitslose in Westberlin herumlaufen als Arbeitsplätze vorhanden sind.“
Hintergrund war, dass die DDR-Sportpolitik den bezahlten Fußball ablehnte und zu der Zeit eine völlige Hinwendung zum betriebsgebundenen Sport beschlossen hatte. Nach Einführung des Vertragsspielerstatuts im DFB-Gebiet, 1950 auch in der (jetzt auf West-Berlin begrenzten) Stadtliga, waren jedoch zahlreiche prominente Spieler aus der Ostzone, dann DDR in den „Profifußball“ abgewandert. Prognosen, sie würden dort zwangsläufig scheitern, erfüllten sich nur in wenigen Fällen, die dann als exemplarische hingestellt wurden.

## Sportliche Laufbahn, Teil II
Erfolgreicher verlief Horst Spilleckes zweiter Versuch, als Vertragsspieler in West-Berlin Fuß zu fassen. Nachdem er den VfB Pankow nicht vor dem Abstieg hatte retten können, lief er von 1951 bis 1954 in 66 Stadtligaspielen für Minerva 93 auf. In der Saison 1953/54 erreichte er mit den „Löwen“ aus Tiergarten unter Trainer Günther Wuttke und Mitspielern wie Alfred Herrmann, Helmut Tschap, Heinz Eckstein, Herbert Böhnke und Fritz Zeitz hinter dem BSV 1892 die Vizemeisterschaft. Der Mittelläufer im damaligen WM-System hatte 20 Ligaspiele absolviert. Anschließend wurde er Trainer, zuerst beim BSC Rehberge 1945, dann beim VfB Hermsdorf.

## Verweise
1. ↑  vgl. Berliner Fußball-Programm (Hrsg.): Die kleine Fußball-Fibel: Ligaspieler der Saison 1949/50, Berlin 1949, Seite 75
2. ↑  Hanns Leske: Die DDR-Oberligaspieler. Ein Lexikon. AGON Sportverlag, Kassel 2014, ISBN 978-3-89784-392-9, S. 449–450.
3. 1 2  Die neue Fußball-Woche (Berlin/DDR), 3. Jahrgang, Nr. 3 vom 6. Februar 1951, Seite 22 (damalige Rechtschreibung)
4. ↑  Die neue Fußball-Woche (Berlin/DDR), 3. Jahrgang, Nr. 3 vom 6. Februar 1951, Seite 22 (damalige Rechtschreibung). Die Höhe seiner Bezüge als Vertragsspieler wurde nicht thematisiert.
5. ↑  siehe zum Beispiel Karl Schnieke

| Personendaten    | Personendaten            |
| ---------------- | ------------------------ |
| NAME             | Spillecke, Horst         |
| KURZBESCHREIBUNG | deutscher Fußballspieler |
| GEBURTSDATUM     | 15. Februar 1921         |